# شبين القناطر
شبين القناطر مدينة تتبع محافظة القليوبية، وهي قاعدة مركز شبين القناطر.

## التاريخ
قرية شبين القناطر من القرى القديمة، حيث وردت باسم «شيبين القصر» في أعمال الشرقية ضمن قرى الروك الصلاحي التي أحصاها ابن مماتي في كتاب قوانين الدواوين، كما وردت باسم «شيبين القصر» من أعمال القليوبية ضمن قرى الروك الناصري التي أحصاها ابن الجيعان في كتاب «التحفة السنية بأسماء البلاد المصرية». وفي العصر العثماني وردت في التربيع العثماني الذي أجراه الوالي العثماني سليمان باشا الخادم في عصر السلطان العثماني سليمان القانوني ضمن قرى ولاية القليوبية، وفي تاريخ 1228هـ/1813م الذي عدّ قرى مصر بعد المسح الذي قام به محمد علي باشا باسم «شبين القناطر» ضمن قرى مديرية القليوبية.

## الآثار
من أهم الآثار التي عثر عليها في المنطقة أطلال ضخمة استعمل في بنائها طراز غريب على العمارة المصرية فقد كان عبارة عن جدار عال يمتد في استدارة حول المكان ويتكون من منحدر من الرمل تكسوه طبقة سميكة من كتل الحجارة وأنها ترجع إلى عصر الهكسوس بدليل وجود الأدوات الجنائزية الموجودة بها تدل على أن الموتى غير مصريين وتعرف هذه المنطقة بتل اليهودية وتوجد اثار اخري لم تكتشف بعد وفي طريقيها الي الاكتشاف.